# Adischer Raum
Ein adischer Raum ist in der algebraischen Geometrie eine Verallgemeinerung von formalen Schemata und rigid-analytischen Räumen. Adische Räume wurden 1993 von Roland Huber eingeführt. Seit 2012 rückten adische Räume durch die Entwicklung perfektoider Räume von Peter Scholze ins Zentrum aktueller Forschung.

## Formale Definition
Wir fassen zuerst die umfangreiche Definition von adischen Räumen in Einzelschritten zusammen.
Sie läuft im Wesentlichen analog zur Definition von Schemata.
- Die Grundbausteine von adischen Räumen sind durch Huber-Paare gegeben. Das sind bestimmte Paare topologischer Ringe {\displaystyle (A,A^{+})}, wobei {\displaystyle A^{+}\subseteq A} ein mit der Teilraumtopologie ausgestatteter Teilring ist.
- Jedem Huber-Paar {\displaystyle (A,A^{+})} wird ein adisches Spektrum {\displaystyle \mathrm {Spa} (A,A^{+})=(X,{\mathcal {O}}_{X},(v_{x})_{x\in X})} zugeordnet. Es besteht aus einem topologischen Raum {\displaystyle X}, einer Prägarbe topologischer Ringe {\displaystyle {\mathcal {O}}_{X}}, deren Halme lokale Ringe sind, und einer Familie {\displaystyle (v_{x})_{x\in X}} von Äquivalenzklassen von Bewertungen auf {\displaystyle {\mathcal {O}}_{X,x}}.
- Wir definieren eine Kategorie von Tripeln {\displaystyle (X,{\mathcal {O}}_{X},(v_{x})_{x\in X})}, die wir mit {\displaystyle {\mathcal {V}}} bezeichnen. In diesem Kontext definieren wir Einschränkung auf offene Teilmengen von {\displaystyle X}.
- Ein adischer Raum ist schließlich ein Objekt aus {\displaystyle {\mathcal {V}}}, das eine Überdeckung durch adische Spektren hat.

### Bewertungstheorie
Eine nicht-archimedische Bewertung {\displaystyle v} eines topologischen Ringes {\displaystyle A} mit Bewertungsgruppe {\displaystyle \Gamma } ist stetig, wenn für alle {\displaystyle \gamma \in \Gamma } die Teilmenge {\displaystyle \{a\in A\mid v(a)<\gamma \}} offen in {\displaystyle A} ist.

### Huber-Paare
Ein Huber-Paar ist ein Paar {\displaystyle (A,A^{+})}, wobei {\displaystyle A} ein topologischer Ring und {\displaystyle A^{+}\subseteq A} ein Teilring ist, sodass die folgenden Eigenschaften erfüllt sind:
- {\displaystyle A} ist ein Huber-Ring.
- {\displaystyle A^{+}} ist offen in {\displaystyle A}.
- {\displaystyle A^{+}} ist ganzabgeschlossen in {\displaystyle A}.
- Jedes Element von {\displaystyle A^{+}} ist potenzbeschränkt (in {\displaystyle A}).

### Lokalisierungen
Sei {\displaystyle A} ein Huber-Ring. Wir definieren nun eine Art von topologischer Lokalisierung von {\displaystyle A}, mithilfe derer später eine Strukturprägarbe definiert werden kann.
Sei dazu {\displaystyle s\in A} und sei {\displaystyle T=\{t_{1},\dots ,t_{n}\}}, sodass {\displaystyle T\cdot A:=\{t_{1}a_{1}+\dots +t_{n}a_{n}\mid a_{1},\dots ,a_{n}\in A\}} offen in {\displaystyle A} ist.
Auf der algebraischen Lokalisierung {\displaystyle A_{s}:=A[s^{-1}]} definieren wir eine Topologie wie folgt.
Sei {\displaystyle (A_{0},I)} ein Definitionspaar für {\displaystyle A}.
Definiere einen Teilring
{\displaystyle D:=A_{0}[{\tfrac {t_{1}}{s}},\dots ,{\tfrac {t_{n}}{s}}]\subseteq A_{s}}
Die Familie {\displaystyle (I^{n}\cdot D)_{n\geq 0}} definiert eine Topologie auf {\displaystyle A_{s}}.
Der resultierende topologische Ring werde mit {\displaystyle A({\tfrac {T}{s}})} bezeichnet.
Die Vervollständigung von {\displaystyle A({\tfrac {T}{s}})} werde mit {\displaystyle A\langle {\tfrac {T}{s}}\rangle } notiert.
Sei nun {\displaystyle (A,A^{+})} ein Huber-Paar.
Wir bezeichnen mit {\displaystyle A({\tfrac {T}{s}})^{+}} den ganzen Abschluss von {\displaystyle A^{+}[{\tfrac {t_{1}}{s}},\dots ,{\tfrac {t_{n}}{s}}]} in {\displaystyle A_{s}} ausgestattet mit der Teilraumtopologie von {\displaystyle A({\tfrac {T}{s}})}.
Wir bezeichnen die Vervollständigung von {\displaystyle A({\tfrac {T}{s}})^{+}} mit {\displaystyle A\langle {\tfrac {T}{s}}\rangle ^{+}}.
Das Paar {\displaystyle (A\langle {\tfrac {T}{s}}\rangle ,A\langle {\tfrac {T}{s}}\rangle ^{+})} ist wieder ein Huber-Paar und wird auch Vervollständigung von {\displaystyle (A({\tfrac {T}{s}}),A({\tfrac {T}{s}})^{+})} genannt.

### Adisches Spektrum
Sei {\displaystyle (A,A^{+})} ein Huber-Paar.
Wir definieren eine Menge
{\displaystyle X:=\{v\in \mathrm {Cont} (A)\mid \forall f\in A^{+}:v(f)\leq 1\}}
wobei {\displaystyle \mathrm {Cont} (A)} die Menge der stetigen Bewertungen von {\displaystyle A} ist.
Für {\displaystyle s\in A} und eine endliche Teilmenge {\displaystyle T\subset A}, sodass {\displaystyle T\cdot A} offen ist, sei
{\displaystyle R({\tfrac {T}{s}}):=\{v\in X\mid \forall t\in T:v(t)\leq v(s)\neq 0\}}
die zugehörige rationale Teilmenge. Von den rationalen Teilmengen werde eine Topologie auf {\displaystyle X} erzeugt.
Durch
{\displaystyle {\mathcal {O}}_{X}(R({\tfrac {T}{s}})):=A\langle {\tfrac {T}{s}}\rangle }
ist eine Prägarbe vollständiger topologischer Ringe auf den rationalen Teilmengen von {\displaystyle X} definiert.
Für eine beliebige offene Teilmenge {\displaystyle V\subseteq X} definieren wir
{\displaystyle {\mathcal {O}}_{X}(V):=\lim \limits _{U\subseteq V}{\mathcal {O}}_{X}(U)}
Hierbei durchläuft {\displaystyle U} alle rationalen Teilmengen von {\displaystyle V} und der Limes werde mit der Limes-Topologie ausgestattet.
Das definiert eine Prägarbe {\displaystyle {\mathcal {O}}_{X}} vollständiger topologischer Ringe auf {\displaystyle X}.
Jede Bewertung {\displaystyle x\colon A\to \Gamma _{x}\cup \{0\}} mit {\displaystyle x\in X} lässt sich auf eindeutige Weise auf die abstrakte Lokalisierung {\displaystyle {\mathcal {O}}_{X,x}} zu einer Bewertung {\displaystyle v_{x}\colon {\mathcal {O}}_{X,x}\to \Gamma _{x}\cup \{0\}} fortsetzen.
Das adische Spektrum von {\displaystyle (A,A^{+})} ist das Tripel {\displaystyle (X,{\mathcal {O}}_{X},(v_{x})_{x\in X})} und wird mit {\displaystyle \mathrm {Spa} (A,A^{+})} bezeichnet.
Ist {\displaystyle {\mathcal {O}}_{X}} eine Garbe topologischer Ringe, so nennen wir {\displaystyle (A,A^{+})} garbig.

### Die Kategorie von Tripeln
Die Kategorie adischer Räume wird als volle Unterkategorie einer Kategorie {\displaystyle {\mathcal {V}}} definiert.
Die Objekte von {\displaystyle {\mathcal {V}}} sind Tripel {\displaystyle (X,{\mathcal {O}}_{X},(v_{x})_{x\in X})}, sodass folgendes gilt:
- {\displaystyle X} ist ein topologischer Raum.
- {\displaystyle {\mathcal {O}}_{X}} ist eine Garbe vollständiger topologischer Ringe auf {\displaystyle X}.
- Für alle {\displaystyle x\in X} ist der Halm {\displaystyle {\mathcal {O}}_{X,x}} von {\displaystyle {\mathcal {O}}_{X}} in {\displaystyle x} ein lokaler Ring.
- Für alle {\displaystyle x\in X} ist {\displaystyle v_{x}} ist eine Äquivalenzklasse von Bewertungen von {\displaystyle {\mathcal {O}}_{X,x}}, sodass der Träger {\displaystyle \mathrm {supp} (v_{x})} das maximale Ideal von {\displaystyle {\mathcal {O}}_{X,x}} ist.

Ein Morphismus {\displaystyle (X,{\mathcal {O}}_{X},(v_{x})_{x\in X})\to (Y,{\mathcal {O}}_{Y},(v_{y})_{y\in Y})} ist ein Paar {\displaystyle (f,f^{\sharp })}, sodass:
- {\displaystyle f\colon X\to Y} ist eine stetige Abbildung.
- {\displaystyle f^{\sharp }\colon {\mathcal {O}}_{Y}\to f_{*}{\mathcal {O}}_{X}} ist ein Morphismus von Prägarben topologischer Ringe. Das bedeutet, dass für alle offenen Teilmengen {\displaystyle U\subseteq Y} der Ringhomomorphismus {\displaystyle {\mathcal {O}}_{Y}(U)\to {\mathcal {O}}_{X}(f^{-1}(U))} stetig ist.
- Für alle {\displaystyle x\in X} gilt {\displaystyle v_{f(x)}=v_{x}\circ f_{x}^{\flat }} für den von {\displaystyle f^{\flat }\colon f^{-1}{\mathcal {O}}_{Y}\to {\mathcal {O}}_{X}} induzierten Ringhomomorphismus {\displaystyle f_{x}^{\flat }\colon {\mathcal {O}}_{Y,f(x)}\to {\mathcal {O}}_{X,x}}. Beachte, dass die Gleichheit sinnvoll ist, da {\displaystyle v_{x}\circ f_{x}^{\flat }} eine eindeutige Äquivalenzklasse von Bewertungen auf {\displaystyle {\mathcal {O}}_{Y,f(x)}} bezeichnet.

Aus der letzten Bedingung folgt, dass {\displaystyle f_{x}^{\flat }} ein lokaler Homomorphismus ist.
Die Verkettung zweier Morphismen {\displaystyle (g,g^{\sharp })} und {\displaystyle (f,f^{\sharp })} ist durch {\displaystyle (g\circ f,g_{*}f^{\sharp }\circ g^{\sharp })} gegeben.
Sei {\displaystyle U\subseteq X} eine offene Teilmenge. Dann definieren wir die Einschränkung {\displaystyle (X,{\mathcal {O}}_{X},(v_{x})_{x\in X})|_{U}} durch {\displaystyle (U,{\mathcal {O}}_{X}|_{U},(v_{x})_{x\in U})}.

### Adische Räume
Ein affinoider adischer Raum ist ein Objekt von {\displaystyle {\mathcal {V}}}, das isomorph zu {\displaystyle \mathrm {Spa} (A,A^{+})} für ein garbiges Huber-Paar {\displaystyle (A,A^{+})} ist.
Ein adischer Raum ist ein Objekt {\displaystyle (X,{\mathcal {O}}_{X},(v_{x})_{x\in X})} von {\displaystyle {\mathcal {V}}}, das eine offene Überdeckung {\displaystyle (U_{i})_{i\in I}} besitzt, sodass {\displaystyle (U_{i},{\mathcal {O}}_{X}|_{U_{i}},(v_{x})_{x\in U_{i}})} für alle {\displaystyle i\in I} ein affinoider adischer Raum ist.

## Übergangsfunktoren

### Formale Schemata als adische Räume
Es gibt einen kanonischen Funktor {\displaystyle (-)^{\mathrm {ad} }} von der Kategorie der garbigen formalen Schemata in die Kategorie der adischen Räume.
Dieser ist volltreu auf der vollen Unterkategorie lokal noetherscher formaler Schemata.